# Multiplexación

Multiplexor telefónico

En telecomunicación, la multiplexación es la técnica de  combinar dos o más señales, y  transmitirlas por un solo medio de transmisión. La principal ventaja es que permite varias comunicaciones de forma simultánea, usando un dispositivo llamado multiplexor. El proceso inverso se conoce como demultiplexación. Un concepto muy similar es el de control de acceso al medio.
Existen muchas estrategias de multiplexación según el protocolo de comunicación empleado, que puede combinarlas para alcanzar el uso más eficiente; los más utilizados son: 
- la multiplexación por división de tiempo o TDM síncrona (Time division multiplexing);
- la multiplexación estadística o TDM asíncrona o TDM estadística (técnica más avanzada que la anterior);
- la multiplexación por división de frecuencia o FDM (Frequency-division multiplexing) y su equivalente para medios ópticos, por división de longitud de onda o WDM (de Wavelength);
- la multiplexación por división en código o CDM (Code division multiplexing);

Cuando existe un esquema o protocolo de multiplexación pensado para que múltiples usuarios compartan un medio común, como por ejemplo en telefonía móvil o WiFi, suele denominarse control de acceso al medio o método de acceso múltiple. Como métodos de acceso múltiple destacan:
- el acceso múltiple por división de frecuencia o FDMA;
- el acceso múltiple por división de tiempo o TDMA;
- el acceso múltiple por división de código o CDMA.

## Multiplexación en informática
En informática y electrónica, la multiplexación se refiere al mismo concepto si se trata de buses de datos que haya que compartir entre varios dispositivos (discos, memoria, etc.). Otro tipo de multiplexación en informática es el de la CPU, en la que a un proceso le es asignado un quantum de tiempo durante el cual puede ejecutar sus instrucciones, antes de ceder el sitio a otro proceso que esté esperando en la cola de procesos listo a ser despachado por el planificador de procesos. También en informática, se denomina multiplexar a combinar en un mismo archivo contenedor, varias pistas de dos archivos, por ejemplo de audio y vídeo, para su correcta reproducción, también en informática multiplexar un archivo, es una forma que se mantengan varias copias idénticas de este archivo, esto para respaldar información en caso de que ocurra un fallo en el archivo principal.

## Multiplexación en telecomunicaciones
En las telecomunicaciones se usa la multiplexación para dividir las señales en el medio por el que vayan a viajar dentro del espectro radioeléctrico. El término es equivalente al control de acceso al medio.
De esta manera, para transmitir los canales de televisión por aire, vamos a tener un ancho de frecuencia x, el cual habrá que multiplexar para que entren la mayor cantidad posible de canales de TV. Entonces se dividen los canales en un ancho de banda de 6 MHz (en gran parte de Europa y América, mientras que en otros países el ancho de banda es de 8 MHz). En este caso se utiliza una multiplexación por división de frecuencia FDM.
Otro ejemplo es el espectro radioeléctrico usado por el Wi-Fi, que tiene un espaciado de canales de 20/40/80 MHz dependiendo de tecnología. 

## Multiplexación en los protocolos de la capa de transporte en el Modelo OSI
Multiplexar un paquete de datos, significa tomar los datos de la capa de aplicación, etiquetarlos con un número de puerto (TCP o UDP) que identifica a la aplicación emisora, y enviar dicho paquete a la capa de red.